# Devil May Cry 4
Devil May Cry 4 (デビル メイ クライ4 (Quỷ có thể khóc 4) Debiru Mei Kurai Fō) là một trò chơi phiêu lưu hành động, hack and slash được phát triển và phát hành bởi Capcom vào năm 2008 cho các hệ máy PlayStation 3, Xbox 360 và Windows. Đây là phần thứ tư trong series Devil May Cry, được Bingo Morihashi viết kịch bản và Hideaki Itsuno đạo diễn. Câu chuyện kể về Nero, một thiếu niên sở hữu sức mạnh quỷ đang làm nhiệm vụ ngăn chặn nhân vật chính của bộ truyện, Dante, sau khi anh ta ám sát thủ lĩnh của Order of the Sword. Người chơi sẽ nhập vai cả Nero và Dante khi họ chiến đấu với kẻ thù bằng sức mạnh quỷ và nhiều loại vũ khí.
Devil May Cry 4 là phiên bản đầu tiên trong series được phát hành đồng thời cho nhiều hệ máy console. Trong quá trình phát triển, Capcom tập trung vào việc mỗi phiên bản đạt được chất lượng hình ảnh giống nhau bằng cách sử dụng công cụ trò chơi MT Framework. Khoảng 80 người đã thành lập nhóm tạo ra trò chơi. Nero được giới thiệu để thu hút các game thủ mới. Sự nổi tiếng của Dante đối với các game thủ tỏ ra đầy thách thức vì các nhà phát triển cần sử dụng anh ta như một nhân vật phụ trong câu chuyện.
Sự đón nhận của giới phê bình đối với Devil May Cry 4 là tích cực. Nó được khen ngợi vì độ khó thử thách, hình ảnh đẹp mắt và đặc điểm của Nero như một nhân vật chính mới. Tuy nhiên, nó đã bị chỉ trích vì các phần chơi của Dante phải đi vòng lại và cơ chế camera rắc rối. Trò chơi đã bán được hơn ba triệu bản trên toàn thế giới, trở thành tựa game bán chạy nhất của series. Bingo Morihashi đã chuyển thể nó thành một light novel hai tập.
Trò chơi được phát hành trên iOS với tên Devil May Cry 4: Refrain vào tháng 2 năm 2011. Một phiên bản nâng cấp đồ họa của trò chơi đã được phát hành vào tháng 6 năm 2015 với tên Devil May Cry 4: Special Edition, có cùng lúc lồng tiếng tiếng Anh và tiếng Nhật, cải thiện hiệu ứng hình ảnh và kết cấu, tái cân bằng trong trò chơi, trang phục bổ sung và thêm ba nhân vật có thể chơi được: Vergil, Lady và Trish, Trò chơi cũng có thể chơi được thông qua PlayStation Now.

## Lối chơi
Lối chơi trong Devil May Cry 4 giống như các trò chơi trước trong series. Người chơi phải chiến đấu thông qua các cấp độ được gọi là "nhiệm vụ", thỉnh thoảng giải các câu đố hoặc thu thập các vật phẩm. Hiệu suất trong một nhiệm vụ được xếp loại từ "D", cấp thấp nhất, đến "A" rồi đến "S", "SS" và "SSS", cấp cao nhất. Điểm xếp hạng dựa trên các vật phẩm được sử dụng, Red Orbs thu thập được, thời gian hoàn thành và số lượng Điểm Phong cách tích lũy được. Mỗi chữ của Điểm phong cách có từ khóa riêng của nó. Lớp phong cách hiển thị ở bên cạnh màn hình và bắt đầu ở "Deadly" (D); tiến triển thông qua "Carnage" (C), "Brutal" (B), và "Atomic" (A); sau đó, tiến qua một thanh điểm cuối cùng chứa các cụm từ "Smokin '" (S), "Smokin' Style" (SS) và cuối cùng là "Smokin 'Sick Style" (SSS). Phong cách chiến đấu là trọng tâm của trò chơi, được truyền tải thông qua các đòn kết hợp liên hoàn của các đòn tấn công đa dạng trong khi vẫn tránh được sát thương. Người chơi phải tránh các đòn tấn công của kẻ thù để tiếp tục thực hiện các đòn kết hợp, thường bằng cách ghi nhớ các kiểu tấn công. Devil Trigger là một trạng thái siêu cấp cho phép người chơi trở nên mạnh mẽ hơn với khả năng hồi phục máu chậm nhưng ổn định, đồng thời tăng sát thương gây ra. Kích hoạt Devil Trigger có thể được kích hoạt bằng cách nhấn nút để kích hoạt nó khi thanh kích hoạt được nạp đủ.
Một số thay đổi được giới thiệu trong Devil May Cry 4 là sự hiện diện của hai nhân vật điều khiển được, Dante và Nero, và một chút sửa đổi đối với hệ thống cửa hàng. Một loại tiền tệ mới, Proud Souls, được sử dụng để mua các kĩ năng mới trong khi Red Orbs được sử dụng để mua các vật phẩm. Proud Souls được thưởng khi kết thúc nhiệm vụ; số tiền thay đổi tùy thuộc vào mức độ hoạt động của người chơi. Chi phí của các kĩ năng sau tăng lên khi mua các kĩ năng trước, mặc dù tất cả các kỹ năng đều có thể được hoàn trả lại với giá ban đầu của chúng.